# 马加瓦
马加瓦（英語：Magawa，2013年11月—2022年1月11日），是一只负责探测地雷的非洲巨鼠，生于坦桑尼亚，受训于比利时非政府组织APOPO，主要工作地点是柬埔寨。

## 工作方式
马加瓦利用嗅觉发现炸药成分后，通过抓挠地面提醒排雷人员，并会获得香蕉、花生等食物奖励。工作效率方面，金属探测器探明一个网球场大小的区域需要4天的时间，而马加瓦可以在30分钟内完成同样大小的探测工作。

## 职业生涯
在APOPO受训1年后，于2018年前往柬埔寨工作，2020年6月退休，职业生涯中共发现了100多枚地雷和其他爆炸物，获得英国兽医慈善机构（PDSA）颁发的动物勇气奖。2022年1月去世，终年8岁。